# The Aroma Cafe
The Aroma Cafe (SA) là một chuỗi cà phê của Argentina và từng là chuỗi cà phê của Anh. Nó được thành lập ở Luân Đôn, Anh vào năm 1991 và bắt đầu hoạt động ở Buenos Aires, Argentina vào năm 2000.
McDonald's đã mua Aroma vào năm 1999. Họ đã mở rộng chuỗi cửa hàng ở Anh và ở Argentina. McDonald's đã bán các cửa hàng Aroma ở Luân Đôn cho Caffè Nero vào năm 2002 và thương hiệu chuỗi ở đây được đổi thành Neros. Năm 2004, phần của chuỗi cửa hàng ở Argentina đã được bán cho Freddo, một chuỗi cửa hàng kem thuộc sở hữu của Pegasus Capital.

## Lịch sử

### Lịch sử ban đầu
Aroma được thành lập bởi Michael Zur-Szpiro vào năm 1991. Khi còn là sinh viên, Zur-Szpiro chuyển từ Zug, Thụy Sĩ đến Luân Đôn để theo học tại Trường Kinh tế Luân Đôn vào năm 1975 và cho biết ông nhận thấy thành phố thiếu một quán cà phê phong cách châu Âu cung cấp cho khách hàng những món ăn nhẹ đơn giản, cà phê và bánh ngọt thơm ngon. Ông đã tạm dừng kế hoạch mở quán cà phê trong hơn 10 năm vì phải đến Hoa Kỳ để học sau đó ông làm nhà tư vấn ở Boston trước khi quay trở lại Vương quốc Anh. Zur-Szpiro bắt đầu quan tâm đến việc thành lập một số quán cà phê không chỉ bán cà phê và bánh mì mà còn bán các sản phẩm như mì ống đóng gói và cà phê đóng gói. Trong thời gian làm việc tại chi nhánh Luân Đôn của Tập đoàn Tư vấn Boston vào tháng 8 năm 1989, ông bắt đầu lập một kế hoạch kinh doanh. Zur-Szpiro đã tiến hành nghiên cứu bằng cách ghé thăm các cửa hàng bánh sandwich và quán ăn nhanh. Ông đã nói chuyện với chủ các cửa hàng, công ty bất động sản thương mại, kiến trúc sư, nhà thiết kế và những người bán cà phê. Zur-Szpiro an phận khi ông không toàn quyền sở hữu cửa hàng cà phê mới được đề xuất của ông, vì nghĩ rằng đầu tư mạo hiểm sẽ chỉ phù hợp với công việc kinh doanh không chắc chắn về mặt tài chính, ông mong muốn một đối tác đầu tư vừa chấp nhận tư vấn vừa chấp nhận kế hoạch đầu tư đáng kể của ông trong việc thiết kế quán cà phê.
Vào tháng 3 năm 1990, công ty đầu tư mạo hiểm Alan Patricof Associates đã đóng góp 2,5 triệu bảng Anh chiếm 80% tài trợ hạt giống. Zur-Szpiro cung cấp 15% kinh phí trong khi nhà đầu tư thứ ba cung cấp 5%. Ông nhận được 44% quyền sở hữu của quán cà phê, đến tháng 8 năm 1991 đã pha loãng cổ phiếu xuống còn 38% sau khi các nhà đầu tư cung cấp thêm vốn để mở thêm hai quán. Nhà đầu tư Alan Patricof yêu cầu Zur-Szpiro phải đích thân quản lý quán cà phê để Zur-Szpiro hiểu rõ hơn về công việc kinh doanh liên quan đến ý tưởng của chính ông. Zur-Szpiro rời vị trí tư vấn vào tháng 3 năm 1990. Ông đã nhờ công ty kiến trúc ORMS Architects & Design thiết kế Aroma với "vẻ ngoài tươi sáng, vui vẻ, đương đại của Mexico". Zur-Szpiro cho biết về nhiệm vụ của Aroma: "Chúng tôi muốn cung cấp một kỳ nghỉ chỉ 15 phút dưới ánh nắng mặt trời để mọi người cảm thấy thoải mái." Quán cà phê có sức chứa kết hợp cả trong nhà và ngoài trời là 33, quán có những bức tường sơn màu vàng trắng và phủ sáp ong. Charlotte Packer nhận xét trên tờ The Independent, "Nội thất màu vàng điện hiện là một cảnh tượng quen thuộc trên khắp West End". Quán có ghế ngồi ngoài trời màu xanh berin là màu sắc phù hợp với tường bên ngoài của Aroma và đồng phục của nhân viên. Trong số vốn đã đầu tư quán, 26% được chi vào việc thiết kế quán cà phê và đồ nội thất, 17% vào trang trí nhà bếp, 14% chi phí pháp lý và 9% vào việc tạo ra logo và thương hiệu. Vào tháng 12 năm 1990, quán Aroma Cafe đầu tiên được mở tại phố Dean ở Luân Đôn. Thay vì tự làm đồ ăn như nhiều quán cà phê khác, quán nhận giao hàng từ hai tiệm bánh ở Luân Đôn, cung cấp bánh mì tròn và bánh sừng bò, và từ một doanh nghiệp nhỏ khác cung cấp bánh mì và salad. Aroma đạt điểm hòa vốn sau 4 tháng kể từ ngày khai trương.
Năm 1994, công ty kiến trúc ORMS đã hoàn thành thiết kế chi nhánh thứ sáu cho Aroma ở Broadgate. Architects' Journal lưu ý về thiết kế, "Bảng màu phổ biến của lớp thạch cao đã hoàn thiện có sắc tố và sáp, ánh sáng điện áp thấp và gỗ sồi tự nhiên tạo ra bầu không khí Địa Trung Hải trong môi trường xung quanh lạnh giá của thành phố." Tạp chí Café đã đánh giá về Aroma, Bob Biderman đã viết, "Ngay từ khi bước vào bên trong, tôi đã bị mê hoặc bởi sự kết hợp kỳ lạ giữa sự quyến rũ và gần gũi kỳ lạ của nó." Biderman thích thiết kế của Aroma, đã viết rằng: "Thay vì buông thả trong kiến trúc hiện đại tính quái dị ở đây được tạo ra, điều này rất nhân văn. Rõ ràng đã có nỗ lực để kết hợp hình thức và chức năng lại với nhau, nhằm mang lại cảm giác thư giãn và hưởng thụ - đi ngược bày trí phổ biến đối xử với khách hàng như gia súc và biến sự hòa hợp thành một đặc ân mà bạn phải chi trả." Khoảng năm 1995, Aroma có hợp đồng phục vụ cho ITN và một đài truyền hình âm nhạc của Mỹ.
Năm 1995, Apax Partners (trước đây được gọi là Alan Patricof Associates) đã mời Finlay Scott, một nhà tư vấn quản lý, đánh giá Aroma Cafe vì Apax cho rằng chuỗi hoạt động không tốt. Các đối thủ của Aroma đã có hiệu suất tốt hơn vì Aroma đã không mở rộng ra ngoài Luân Đôn, điều sẽ giúp họ phát triển nhanh chóng và chiến lược định giá còn thiếu sót của họ. Scott nhận thấy Aroma đang cung cấp quá nhiều sản phẩm để bán và đã cắt giảm từ 400 xuống còn 120. Ông duy trì mục tiêu của Zur-Szpiro là phân bổ đều Aroma trong phục vụ cà phê và bánh mì. Điều này đặt Aroma ở chính giữa về mặt phục vụ, trong khi một bên là Pret a Manger tập trung vào bánh mì kẹp và bên kia là Starbucks tập trung vào cà phê. Sản phẩm của Aroma được sản xuất tại một nhà máy ở Đông Nam Luân Đôn. Đến năm 1996, Aroma đã bán hơn ba triệu tách cà phê mỗi năm và đã mở rộng đến 11 địa điểm bao gồm Trung tâm Southbank, Phố Bond và Trung tâm Mua sắm Lakeside. Viết cho The Sunday Times vào năm 1996, Nicholas Fox nhận xét, "Aroma vẫn là [quán cà phê] sáng tạo nhất, kết hợp một công việc kinh doanh thực phẩm đang phát triển mạnh, phục vụ các loại bánh mì khác thường như gà tây và bắp cải đỏ." Phóng viên Bruce Stanley của Associated Press đã mô tả Aroma vào năm 1999 là một chuỗi cửa hàng "bán cà phê và bánh mì kẹp trong bầu không khí sôi động của âm nhạc Caribe và trang trí màu vàng và màu cam tươi sáng". Người sáng lập, Michael Zur-Szpiro, chuyển sang làm việc bán thời gian tại Aroma vào năm 1996.

### Sở hữu của McDonald's
Năm 1999, Aroma Cafe có 23 địa điểm, khoảng 300 nhân viên và 10 triệu bảng Anh. McDonald's mua lại Aroma Cafe vào năm 1999 với giá 10,5 triệu bảng Anh. Tại thời điểm mua lại, Apax Partners nắm giữ 50% vốn cổ phần; Zur-Szpiro, người sáng lập, có khoảng 10%; và Finlay Scott, chủ tịch Aroma, giữ phần còn lại. Vì Apax đã tài trợ cho Aroma bằng cách sử dụng quỹ đóng, nên buộc phải thanh lý khoản đầu tư trong Aroma. Năm 1988, Apax chọn Cavendish Corporate Finance để thiết lập việc mua lại. Các cuộc đàm phán mua lại kéo dài bảy tháng với việc Cavendish thiết lập cơ chế bảo hiểm bảo hành để ổn thỏa cho cả hai bên vì McDonald's từ chối tiếp tục mua lại nếu không có bảo hành và Apax với tư cách là một tổ chức không thể cung cấp bảo hành. McDonald's cho biết sau khi mua lại Aroma vẫn sẽ được điều hành như một thương hiệu riêng biệt bởi một nhóm quản lý khác. Aroma là chuỗi cửa hàng không phải Mỹ đầu tiên mà McDonald's mua lại để hoạt động như một thương hiệu riêng biệt. Đây là công ty thứ hai mà McDonald's mua quyền sở hữu "ngoài cửa hàng thức ăn nhanh truyền thống", với công ty đầu tiên họ mua là Chipotle Mexican Grill. Claire Oldfield đã viết trên The Sunday Times vào năm 2002 rằng việc mua lại "đáng chú ý hơn vì Aroma là một công ty khởi nghiệp vào năm 1991 được hỗ trợ bởi vốn đầu tư mạo hiểm và vẫn giữ được nhịp kinh doanh khi McDonald's mua nó". Trong khi nó thuộc sở hữu của chuỗi cửa hàng thức ăn nhanh, Aroma đã phải hứng chịu một số cuộc biểu tình chống tư bản tập trung vào McDonald's.
Vào tháng 8 năm 2001, McDonald's đã thuê dịch vụ của SG Hambros để điều tra khả năng bán Aroma. Sau khi mua lại Aroma, McDonald's đã hợp tác với Pret A Manger, công ty cung cấp cho khách hàng cả bánh mì và cà phê. Phóng viên BBC Alex Ritson suy đoán rằng điều này khiến Aroma trở nên thừa đối với các kế hoạch của McDonald's và lưu ý thêm rằng yếu tố thứ hai cho việc bán hàng là tại thị trường Vương quốc Anh đã bão hòa đối với các cửa hàng cà phê. Dominic Walsh của The Times trích dẫn lý do bán hàng tương tự, lưu ý rằng McDonald's đã tính toán sai trong việc "xoay chuyển thương hiệu Aroma đang gặp khó khăn" trong khi gặp phải "sự cạnh tranh gay gắt" từ Costa Coffee, Starbucks, Coffee Republic và Caffè Nero. McDonald's yêu cầu 5 triệu bảng Anh để mua các địa điểm và thương hiệu của Aroma, nhưng công ty cố vấn tài sản nhà hàng Davis Coffer Lyons đoán rằng số tiền thuê Aroma chỉ tới 5 triệu bảng Anh. Sau khi Caffé Nero được báo cáo là có thể mua lại, một nhà phân tích đã suy đoán vào tháng 9 năm 2001, "Aroma có thể phải được tháo rời và Caffe Nero sẽ không phải là thương hiệu duy nhất tìm cách mua một số cửa hàng của nó."

### Caffè Nero
Caffè Nero đã ký một thỏa thuận sơ bộ để mua 26 địa điểm kinh doanh của Aroma vào ngày 18 tháng 2 năm 2002, nâng tổng số chi nhánh Caffé Nero lên 107. Để tài trợ cho thỏa thuận, Caffè Nero đã đảm bảo 5 triệu bảng khoản vay từ NatWest và Paladin Partners, đóng vai trò vừa là ngân hàng vừa là nhà đầu tư mạo hiểm. Nó đã lên kế hoạch chi 60.000 bảng Anh cho mỗi cửa hàng Aroma để đổi thương hiệu cho tất cả chúng vì họ không có ý định sử dụng tên của Aroma. Công ty luật Reed Smith Warner Cranston đã giám sát việc mua lại. Aroma được đổi tên thành Neros. Caffè Nero mua 31 cửa hàng Aroma với giá 2,45 triệu bảng Anh đóng cửa vào tháng 5 năm 2002. Việc mua lại đã đưa Caffè Nero lên vị trí thứ ba trên thị trường cà phê Vương quốc Anh sau Costa và Starbucks. McDonald's thua lỗ hơn triệu 20 bảng trong việc bán Aroma, vì họ đã chi 10,5 triệu bảng để mua nó và đầu tư 17 triệu bảng để cải tiến và tăng số lượng chi nhánh của Aroma từ 23 lên 35. Andrew Clark của The Guardian cho biết "McDonald's đã kết thúc sự đột phá tai hại của họ vào các quán cà phê". Aroma có tổng cộng 35 cửa hàng và McDonald's không thể tìm được người mua sẵn sàng mua từng cửa hàng, vì vậy bốn cửa hàng còn lại sẽ được bán độc lập.

## Aroma Ambiental ở Argentina
Aroma mở rộng sang Argentina vào giữa năm 2000 dưới sự lãnh đạo của Sergio Alonso, người trước đây từng làm việc cho McDonald's với tư cách là một giám đốc điều hành. Lúc đầu, mục tiêu của họ là có 50 cơ sở Aroma vào năm 2004, nhưng kế hoạch chuyển đổi tiền tệ của đất nước đã gây ra những bất ổn về kinh tế nên không đạt được mục tiêu. Vào ngày 7 tháng 6 năm 2004, Arcos Dorados, đại diện địa phương của McDonald's đã bán Aroma Ambiental cho Freddo, một chuỗi cửa hàng kem thuộc sở hữu của Pegasus Capital. Việc mua bán bao gồm tất cả 6 chi nhánh của Aroma tại Argentina. Hai chi nhánh của Aroma ở các trung tâm mua sắm Galerías Pacífico và Unicenter. Vào thời điểm bán, McDonald's đã rút lui toàn bộ chuỗi Aroma toàn cầu khỏi danh mục đầu tư của họ. Một bài báo năm 2005 trên tờ La Nación báo cáo rằng Freddo đã mở một chi nhánh ở Villa Pueyrredón và sẽ mở một chi nhánh ở Recoleta với tổng chi phí là 6 triệu peso Argentina. Trong một bài báo năm 2018 có tiêu đề "Mặt bằng chung: chiến lược nâng cao lợi nhuận", La Nación đã báo cáo rằng một số địa điểm Aroma Ambiental bắt đầu kinh doanh kèm quầy kem Freddo.